# Hexaminó

Os 35 hexaminós

Um hexaminó é um poliminó composto de seis quadrados congruentes conectados ortogonalmente, existem 35 hexaminós diferentes, mas considerando a simetria existem 60 tipos diferentes.